# Worldvision Enterprises

Logo von Worldvision Enterprises von 1991

Worldvision Enterprises, Inc. war eine US-amerikanische Filmverleihgesellschaft, die ursprünglich als ABC Films gegründet wurde, eine Tochtergesellschaft der ABC Television Network. Das Unternehmen vertrieb hauptsächlich Fremdproduktionen.

## Geschichte
Die Gesellschaft wurde 1957 durch American Broadcasting Company (ABC) als ABC Films gegründet. 1971 wurde ABC Films wegen der Monopolgesetzgebung abgespalten. 1973 wurde es zu Worldvision Enterprises umbenannt.
In der Heimvideosektion publizierten sie Hanna-Barbera-Titel und eine Serie von Jack Nicklaus namens Golf My Way.
Die Videosektion wuchs besonders unter Taft Broadcasting 1978. 1988 verkaufte Great American Broadcasting Tafts Nachfolger Worldvision an Aaron Spellings Spelling Entertainment Group. Kurz danach gliederte Spelling Worldvision in Republic Pictures ein; die Spelling Entertainment Group selbst wurde 1995 von Viacom übernommen. Aber als Vertriebssparte existierte es bis ins Jahr 1999, demselben Jahr in dem Viacom auch den Aufkauf seines ehemaligen Mutterkonzerns CBS Corporation bekannt gab. Diese Fusionen erlaubten es Viacom, welches sich selber später wieder in CBS Corporation umbenannte, zu einem der größten Medienunternehmen der Welt heranzuwachsen.

## Serien im Vertrieb von Worldvision
- Die Hanna-Barbera Sammlung, darunter:
  - Jonny Quest
  - Scooby-Doo
  - Die Schlümpfe
- Casper der freundliche Geist
- Unsere kleine Farm
  - Bonanza
- Die Aaron-Spelling-Sammlung, darunter
  - Beverly Hills, 90210 und Melrose Place (1990–1999)
  - Twin Peaks
  - Eine himmlische Familie
  - Die Straßen von San Francisco
- Die DHX Media-Sammlung, darunter
  - El Chavo animado
  - Rainbow Magic
  - Pippi Longstocking
- Die Hyperion-Pictures-Sammlung, darunter
  - Itsy Bitsy Spider
  - Life with Louie
  - The Adventures of Hyperman
  - Happily Ever After: Fairy Tales for Every Child
  - The Oz Kids
  - The Proud Family
  - Da Boom Crew
  - Amazing Stories
  - Bone Chillers
  - ARK, the Adventures of Animal Rescue Kids
- Die View-Askew-Sammlung, darunter
  - Clerks: The Animated Series
  - Comic Book Men
  - Spoilers
- Die Disney-Sammlung, darunter
  - CrossGen
  - The Kingdom Keepers
  - Star Darlings
  - W.I.T.C.H.
  - Waterfire Saga
  - The Zodiac Legacy

## Worldvision und World Vision
Nachdem World Vision International Worldvision wegen der Markenrechte verklagt hatte, einigten sich beide, dass Worldvision ab 1974 den Namen weiter führen dürfte, aber den Hinweis „Not affiliated with World Vision International, a religious and charitable organization.“ führen musste.